# 브루노 수트쿠스

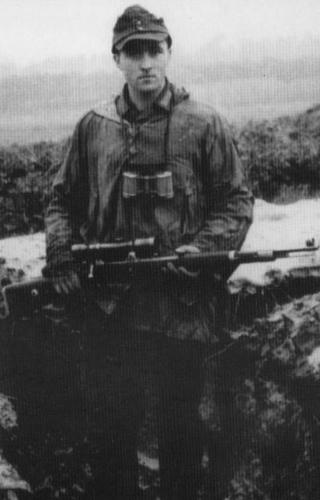

브루노 수트쿠스(Bruno Sutkus, 1924년 5월 14일 ~ 2003년 8월 29일)는 나치 독일에 협력했던 리투아니아인이자 뛰어난 병사였던 인물이다. 제2차 세계대전 동부 전선에서 독일군 제68보병 사단의 리투아니아-독일 저격수로 209명을 사살했다.

## 생애
리투아니아 혈통의 브루노는 어린 시절부터 독일 국적을 취득하기 위해 나치의 청소년 조직인 히틀러유겐트에 입단하기도 했다.
건장한 청년으로 자라난 브루노는 머리가 그리 뛰어나진 않아서 독일 시민권의 자격을 충족시킬 수 없었고 대신 16세의 나이로 독일군에 입대하여 독일 시민권은 아니나 '독일인 대우' 증명서를 받게 된다. 그러나 병사로서 우수한 실력을 인정받아서 독일 국적을 얻게 된다. 그는 1941년 귀화한 독일인이 될 때까지 공식적으로 무국적 상태를 유지했다.
그는 저격수 훈련을 받은 후 68보병 사단의 196척탄병 연대에 배속되어 나치의 적들을 무자비하게 살해했다. 후에 그는 아마도 이 사실을 변명하기 위해 자서전에서 소련에 의해 극심한 고문을 당했다고 주장했다. 나치 독일이 패하자 그는 예전 생활을 이용하여 자신을 무국적자로 선언하고 전쟁 기간 동안 농장 노동자로 일했다는 문서를 소유했다. 그는 이것으로 사실을 위조하기도 했다. 그러나 그는 러시아인들이 그가 독일군에서 저격수로 복무했다고 의심하는 현실을 알고 있어서 나중에 결혼한 리투아니아 여성(Antanina)과 시베리아로 추방된 몇몇 리투아니아인과 함께 지내기로 결정했다.
소련이 붕괴된 후, 그는 소련 시민권을 받고 다시 리투아니아인이 되어 독일을 방문했다. 그는 회고록을 썼고 독립 후 리투아니아 군대를 훈련시키는데 도움을 주고 강의를 했다. 그는 결국 1994년 독일 시민권 증명서와 여권을 받았고 1997년 독일로 이주했다.